# Guerra de los seis años (1868-1874)
La guerra de los seis años (1868-1874) fue una guerra civil en la República Dominicana que duró del 2 de mayo de 1868 al 2 de enero de 1874 y que constituyó la tercera guerra de independencia librada por el pueblo dominicano, en este caso contra la administración del presidente Buenaventura Báez, que en 1869 negoció la anexión de la República Dominicana a los Estados Unidos.
Esta guerra fue una fase crítica en la creación de la conciencia nacional dominicana porque, habiéndose diferenciado ya de los haitianos en la primera guerra de independencia y de los españoles en la segunda, los dominicanos afirmaron su incompatibilidad con los Estados Unidos.
La guerra fue librada principalmente por irregulares contra el ejército dominicano regular leal a Báez.
La guerra civil tuvo una dimensión religiosa, ya que los dominicanos predominantemente católicos, que ya habían rechazado el vudú haitiano, ahora rechazaban decisivamente el protestantismo estadounidense.
La anexión dominicana tuvo éxito en el referéndum de 1870, pero fue derrotada en el Senado de los Estados Unidos.
Esta guerra civil fue aprovechada por Haití para invadir la República Dominicana y anexionarse Veladero.